# Haferungen

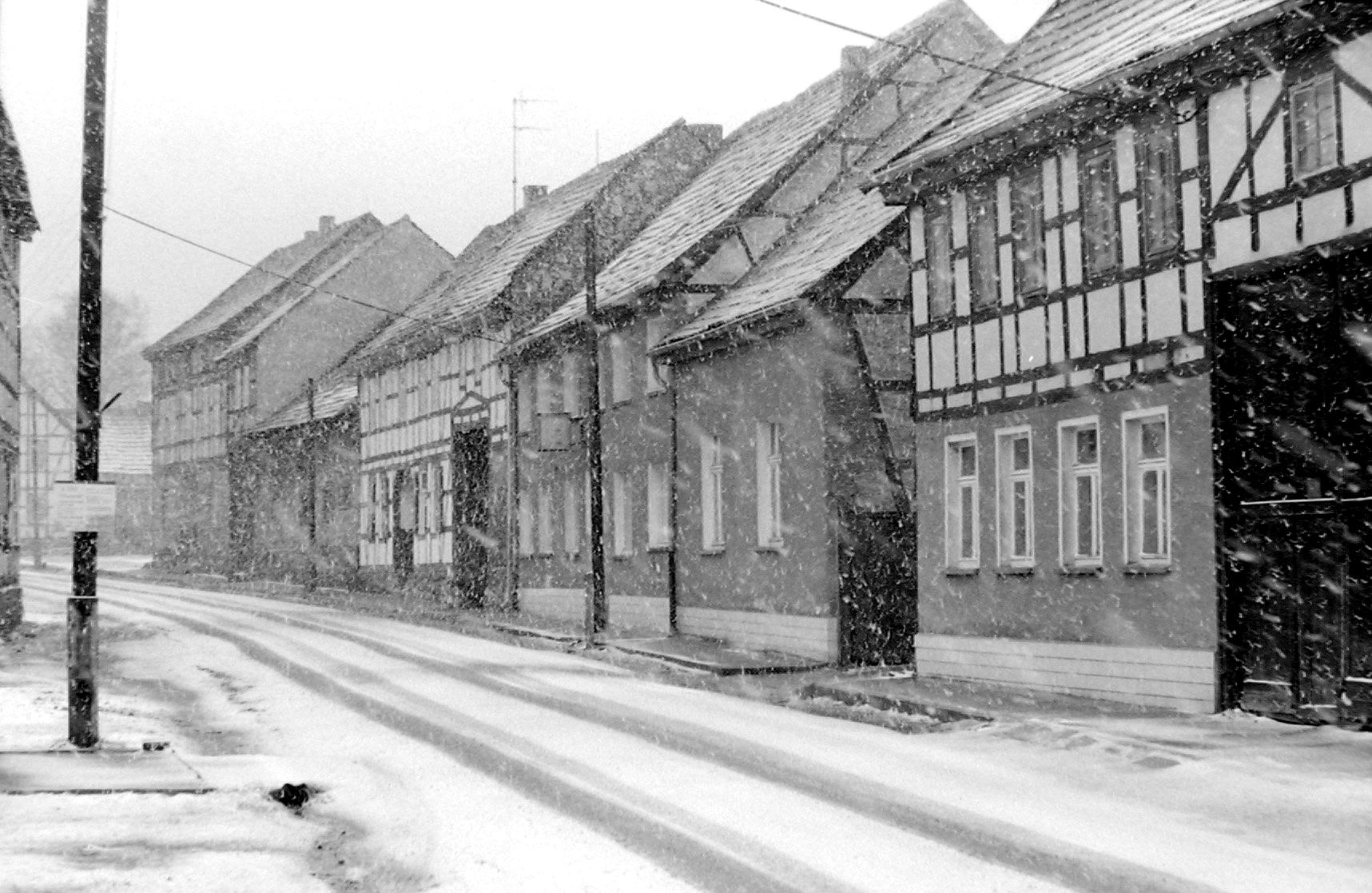
Schneegestöber in Haferungen (März 1990)

Haferungen ist ein Ortsteil der Gemeinde Werther im Landkreis Nordhausen in Thüringen in Deutschland.

## Geographie
Die Gemarkung des Ortes liegt direkt an der Südgrenze der Naturlandschaft Südharz, im Nordthüringer Hügelland, im Tal des Haferbachs, der wenige hundert Meter weiter südwestlich bei Fronderode sein Quellgebiet hat und etwa zwei Kilometer östlich der Ortslage bei der Flarichsmühle in die Helme mündet. Im Ort liegt die Einmündung der L 2066 in die L 2068, die von Immenrode kommend über die bei der Flarichsmühle erreichten B 243 nach Kleinwechsungen führt. Im Norden von Haferungen erhebt sich mit 251,6 m Höhe der Hamsterberg, im Südosten der 229 m hohe Haferunger Berg und im Westen die beiden Erhebungen bei Etzelsrode, der Rolandsberg (250 m) und der Etzelsroder Berg (247 m). In der Nähe der Einmündung der Straße nach Großwechsungen in die Dorfstraße erreicht der Schlerngraben den Haferbach.

## Geschichte
Der Ort wurde im August 1188 erstmals urkundlich erwähnt.
Das Rittergut Haferungen bewirtschaftete 1923 204 ha Land durch Ernst Reiche. Nach dem Zweiten Weltkrieg wurde es enteignet und das Land an Umsiedler und landarme Bauern aufgeteilt. Später ordneten sich die Bauern der Entwicklung der Landwirtschaft in Ostdeutschland ein.
Mit der Auflösung der Verwaltungsgemeinschaft Helmetal kam die einstmals eigenständige Gemeinde Haferungen am 1. Januar 1997 zur neugebildeten Gemeinde Werther.

## Sehenswürdigkeiten
- Die Dorfkirche St. Andreas wurde 1720 erbaut. Sie beinhaltet die Gruft der Familie des Drosten von Lüdecke und einen der schönsten Taufengel im Landkreis Nordhausen. Die Kirche, insbesondere das Mauerwerk, ist sanierungsbedürftig.

## Persönlichkeiten
- Selmar Bühling (* 1895 in Haferungen; † 1977 in Berlin (West)), Jurist, Politiker, Gründer der Vereinigung Heimattreue Erfurter